# 1939 en santé et médecine
| Années de la santé et de la médecine : 1936 - 1937 - 1938 - 1939 - 1940 - 1941 - 1942    |
| Décennies de la santé et de la médecine : 1900 - 1910 - 1920 - 1930 - 1940 - 1950 - 1960 |

Cet article présente les faits marquants de l'année 1939 en santé et médecine.

## Événement
- Camille Guérin devient vice-président du Comité national de défense contre la tuberculose.

## Naissance
- 1er novembre : Bernard Kouchner (85 ans), homme politique et médecin français.

## Décès
- 9 janvier : Cornelia Schorer (née en 1863), médecin et psychiatre allemande.
- 28 juillet : William James Mayo (né en 1861), chirurgien américain meurt d'un cancer de l'estomac[1].
- 7 octobre : Harvey Cushing (né en 1869), neurochirurgien américain, pionnier de la chirurgie du cerveau.
- 23 septembre : Sigmund Freud (né en 1856), neurologue autrichien, fondateur de la psychanalyse.
- 29 décembre : Madeleine Pelletier (né en 1874), psychiatre et féministe française.